# Marguerite Clark
Marguerite Clark (Cincinnati, 22 febbraio 1883 – New York, 25 settembre 1940) è stata un'attrice statunitense.
Fu una delle attrici più amate della sua epoca. La sua interpretazione a teatro del personaggio di Biancaneve avrebbe ispirato in seguito anche le versioni cinematografiche della fiaba.

## Biografia
Nata in una famiglia di agricoltori ad Avondale (Cincinnati, Ohio) Marguerite Clark, rimasta orfana, fu educata in una scuola cattolica di Cincinnati. Finite le scuole a 16 anni, decise per una carriera teatrale, dimostrando subito di avere talento di attrice.

### La carriera teatrale
Il suo debutto a Broadway avvenne nel 1900 in The Belle of Bohemia. A 17 anni, la giovanissima attrice si distinse per le sue qualità interpretative, diventando una stella del palcoscenico e facendosi notare in varie maniere. Nel 1903, ad esempio, recitò a fianco del famoso attore DeWolf Hopper nella messa in scena di Mr. Pickwick dove Hopper, alto 1,98, sovrastava la minuscola Marguerite che arrivava a malapena con i tacchi al metro e cinquanta.

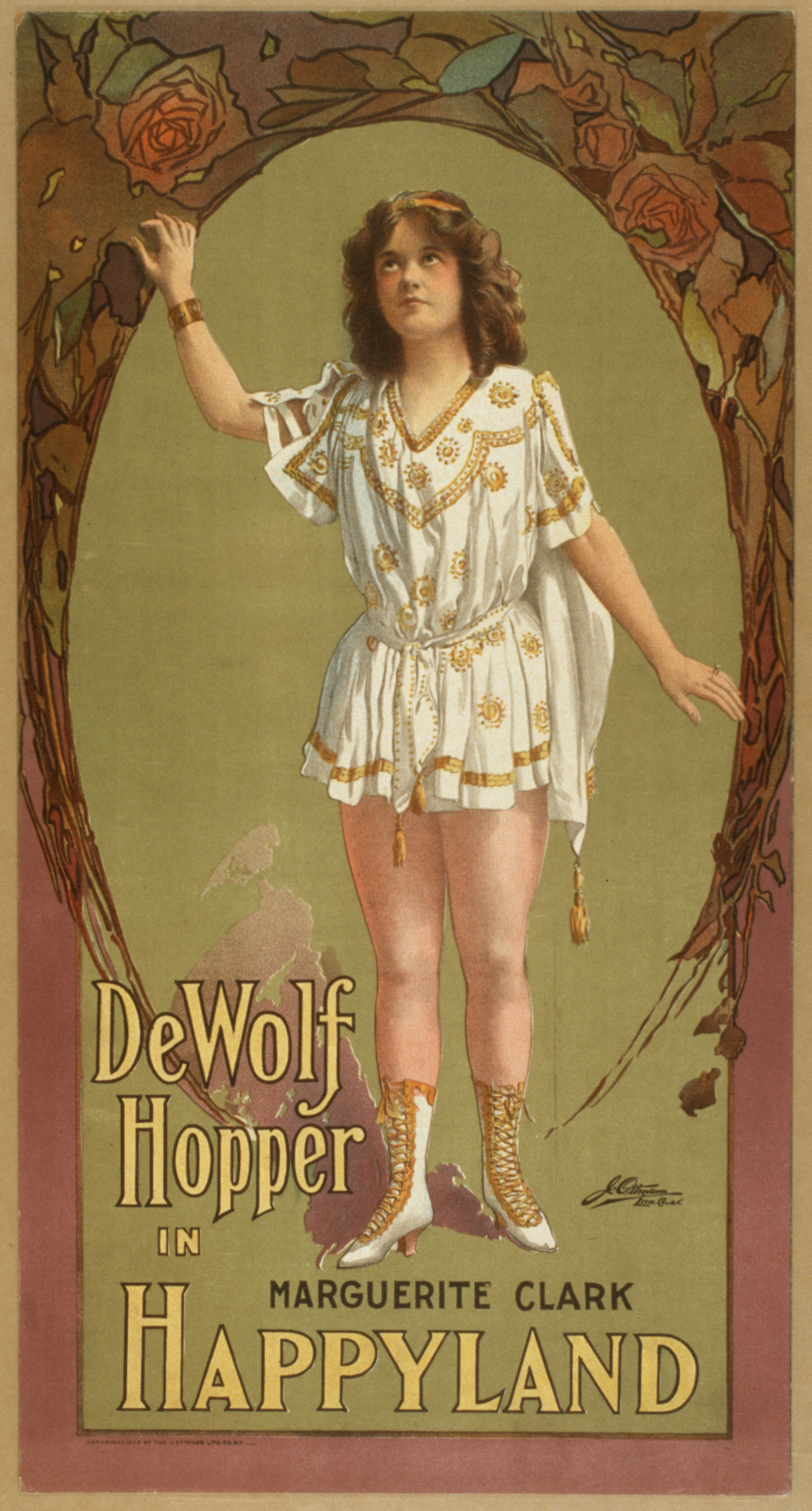
Poster di Happyland (1905)

Dotata di una bella voce, veniva considerata come l'interprete ideale dai produttori degli spettacoli musicali, tanto che la serie dei suoi successi rimane senza uguali nel periodo che va dal 1900 al 1910. Il compositore Victor Herbert si ispirò a lei nel creare uno dei personaggi protagonisti dell'operetta Babes in Toyland.
Nel 1909, apparve in The Beauty Spot, un lavoro di taglio fantasy, genere che diventò quasi un marchio per l'attrice, alla quale vennero affidati spesso ruoli in storie fiabesche e oniriche.
Lavorò anche con Cecil B. DeMille che la diresse in una messa in scena di The Wishing Ring, una commedia che più tardi verrà adattata per lo schermo da Maurice Tourneur. Nella stessa stagione, interpretò Baby Mine, una popolare commedia prodotta da William A. Brady. Fu protagonista di The Affairs of Anatol accanto a John Barrymore, Doris Keane e Gail Kane, una commedia di cui verranno acquisiti i diritti dal suo futuro studio, la Famous Players-Lasky (Paramount).
Snow White and the Seven Dwarf, lavoro di cui Marguerite era la protagonista, fu - nel 1912 - una produzione memorabile: il personaggio di Biancaneve fu indelebilmente segnato dall'interpretazione della Clark e influenzò la versione cinematografica del 1916. La sua popolarità le fece avere un contratto nel 1914 con la Famous Players-Lasky Corporation.

### La carriera cinematografica

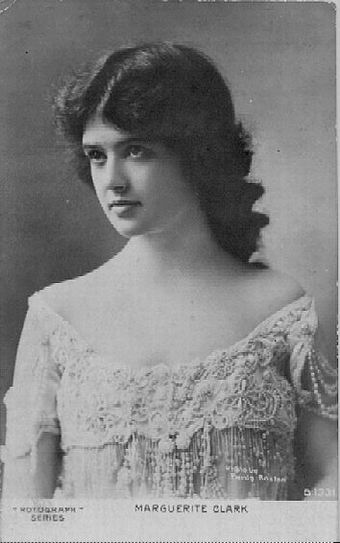

Marguerite aveva vent'anni nel 1903: all'epoca, però, il cinema non era ancora un'industria pienamente sviluppata e veniva visto come un fenomeno da baraccone. Gli attori teatrali, specie quelli famosi, si guardavano bene dal partecipare a un film. La Clark, di conseguenza, non arrivò al cinema che parecchio tempo dopo, quando i film cominciarono a essere percepiti dal pubblico come uno spettacolo di una certa qualità. Ma lei, ormai, aveva 31 anni e, per un'attrice, era relativamente tardi per cominciare una carriera cinematografica in ruoli da protagonista. Lei, però, fu molto aiutata dal suo aspetto da ragazzina: alta 1 metro e 47, dimostrava molto meno della sua età, simile in questo a Mary Pickford.
Il suo primo film fu Wildflower dove venne diretta da Allan Dwan. Nel 1915, interpretò il ruolo di "Gretchen" in The Goose Girl di Frederick A. Thomson, tratto da un romanzo di Harold MacGrath. Nello stesso anno, girò The Seven Sisters di Sidney Olcott. Portò poi sullo schermo uno dei suoi personaggi teatrali più famosi interpretando Snow White, prima versione cinematografica di Biancaneve in un lungometraggio. Nel 1921, girò il suo ultimo film, Scrambled Wives di Edward H. Griffith che produsse con una sua casa di produzione. Subito dopo, si ritirò dalle scene.
Marguerite Clark girò per la Famous Players-Lasky una quarantina di pellicole. È stata una delle attrici più amate e meglio pagate: il suo solo nome garantiva buoni incassi al botteghino.

### Vita privata
Marguerite Clark si era sposata nel 1918 a New Orleans con il piantatore Harry Palmerston William (1880-1936). A 38 anni, l'attrice si ritirò a vita privata e, insieme al marito, andò a vivere nella loro tenuta in Louisiana.
Nel 1936, dopo la morte del marito, l'attrice si trasferì a New York, dove morì nel 1940 all'età di 57 anni per polmonite. Venne cremata e inumata accanto al marito al Metairie Cemetery di New Orleans.

### Premi e riconoscimenti
Per il suo contributo all'industria del cinema, Marguerite Clark ha una stella sulla Hollywood Walk of Fame al 6304 di Hollywood Boulevard.

## Spettacoli teatrali
- The Belle of Bohemia (Broadway, 24 settembre 1900)
- The New Yorkers (Broadway, 7 ottobre 1901)
- The Wild Rose (Broadway, 5 maggio 1902)
- Mr. Pickwick (Broadway, 19 gennaio 1903)
- George W. Lederer's Mid-Summer Night Fancies (Broadway, 22 giugno 1903)
- Happyland (Broadway, 2 ottobre 1905)
- The Pied Piper (Broadway, 3 dicembre 1908)
- The Beauty Spot (Broadway, 10 aprile 1909)
- The King of Cadonia (Broadway, 10 gennaio 1910)
- The Wishing Ring (Broadway, 20 gennaio 1910)
- Jim the Penman (Broadway, 10 maggio 1910)
- Baby Mine (Broadway, 23 agosto 1910)
- The Affairs of Anatol (Broadway, 14 ottobre 1912)
- Snow White and the Seven Dwarfs (Broadway, 7 novembre 1912)
- Are You a Crook? (Broadway, 1º maggio 1913)
- Prunella, di Laurence Housman e Harley Granville-Barker (Broadway, 27 ottobre 1913)

## Filmografia

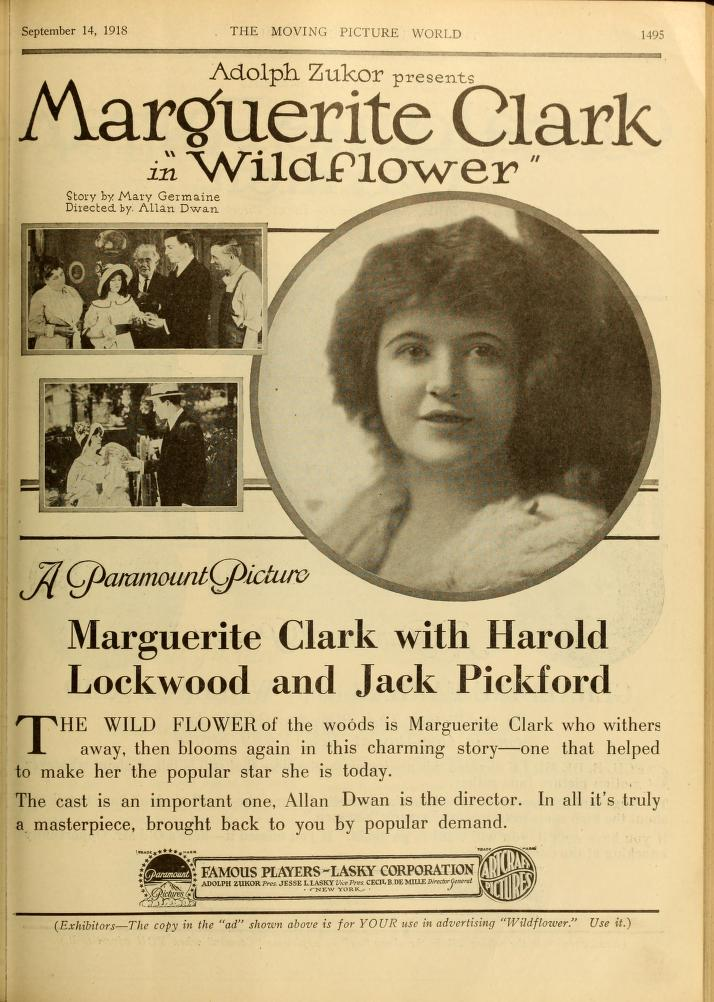
Wildflower (1914)
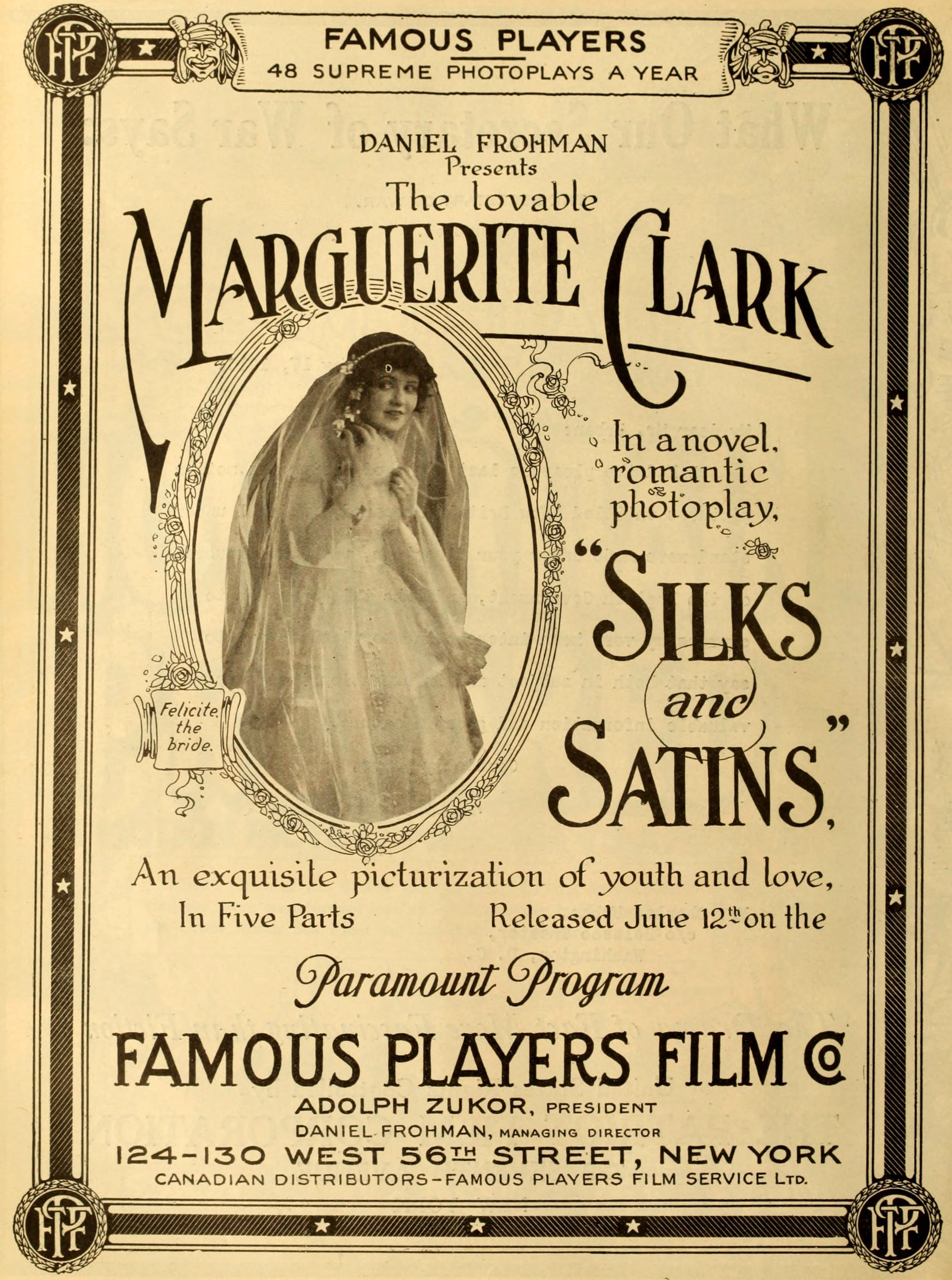
Silks and Satins (1916)
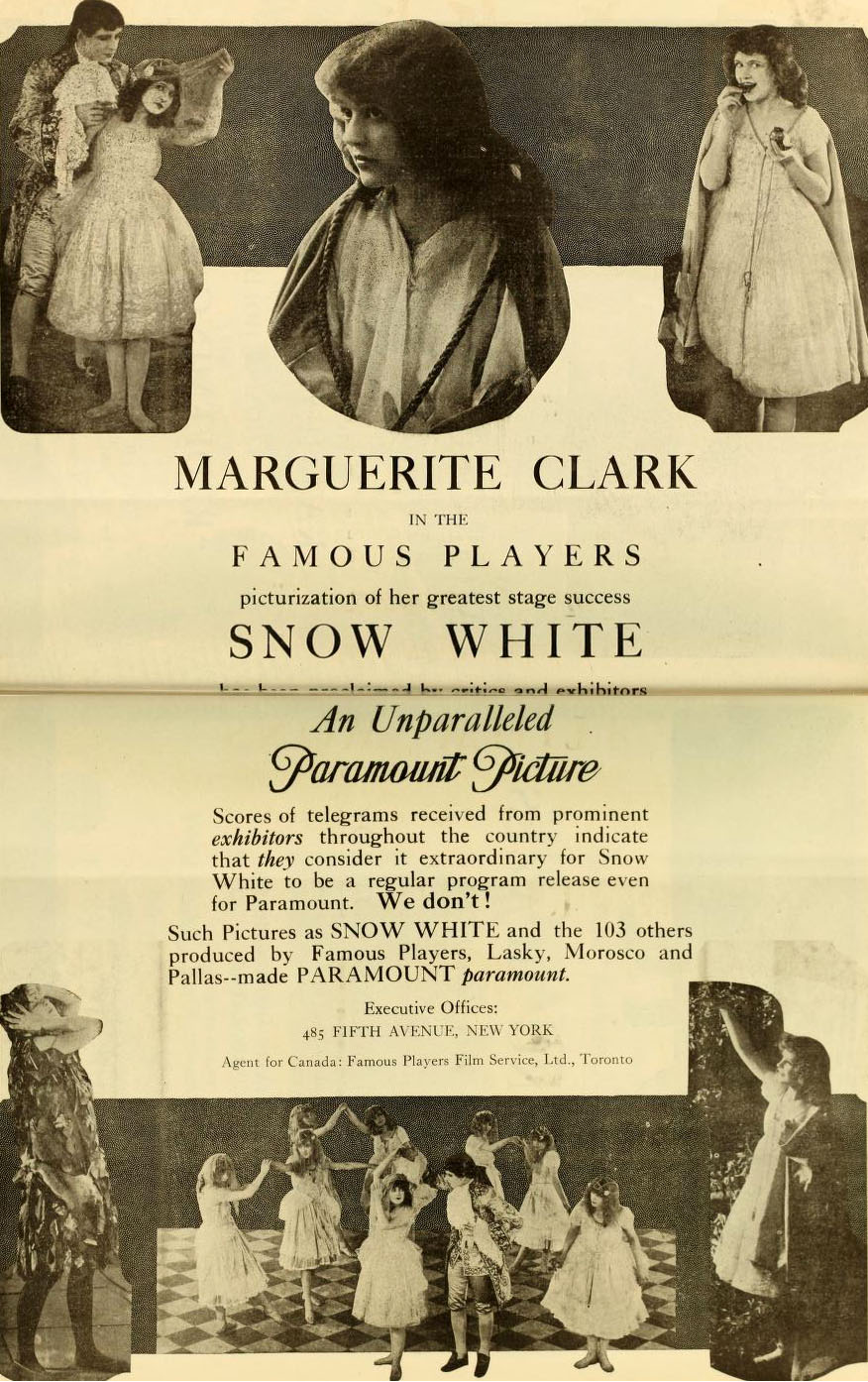
Snow White (1916)
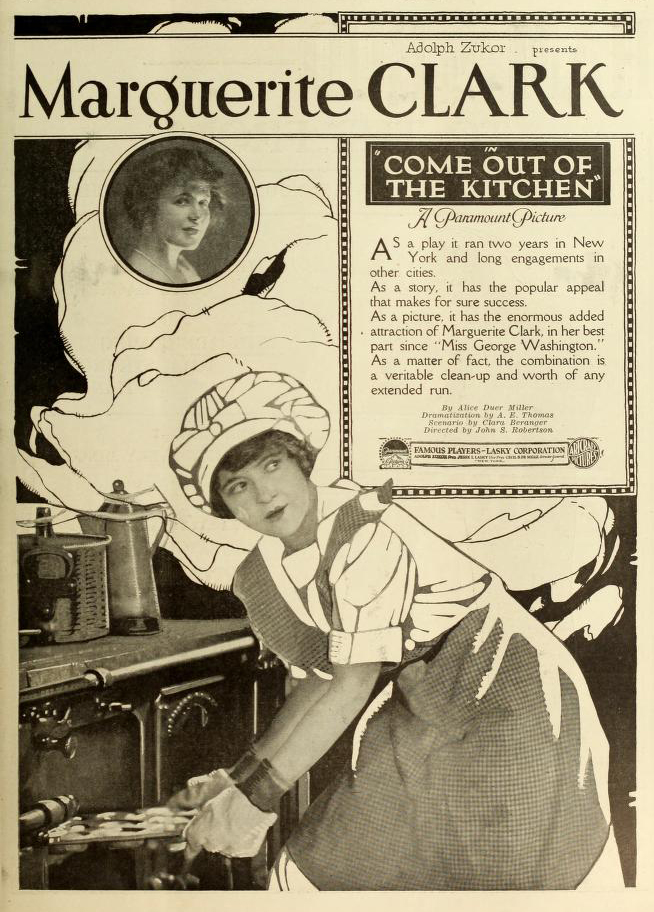
Come Out of the Kitchen (1919)

La filmografia è completa. Quando manca il nome del regista, questo non viene riportato nei titoli
- Wildflower, regia di Allan Dwan (1914)
- The Crucible, regia di Hugh Ford, Edwin S. Porter (1914)
- The Goose Girl, regia di Frederick A. Thomson (1915)
- Gretna Green, regia di Thomas N. Heffron (1915)
- The Pretty Sister of Jose, regia di Allan Dwan (1915)
- The Seven Sisters, regia di Sidney Olcott (1915)
- Helene of the North, regia di J. Searle Dawley (1915)
- Still Waters, regia di J. Searle Dawley (1915)
- The Prince and the Pauper, regia di Hugh Ford e Edwin S. Porter (1915)
- Mice and Men, regia di J. Searle Dawley (1916)
- Out of the Drifts, regia di J. Searle Dawley (1916)
- Molly Make-Believe, regia di J. Searle Dawley (1916)
- Silks and Satins, regia di J. Searle Dawley (1916)
- Little Lady Eileen, regia di J. Searle Dawley (1916)
- Miss George Washington, regia di J. Searle Dawley (1916)
- Snow White, regia di J. Searle Dawley (1916)
- The Fortunes of Fifi, regia di Robert G. Vignola (1917)
- The Valentine Girl, regia di J. Searle Dawley (1917)
- The Amazons, regia di Joseph Kaufman (1917)
- Bab's Diary, regia di J. Searle Dawley (1917)
- Bab's Burglar, regia di J. Searle Dawley (1917)
- Bab's Matinee Idol, regia di J. Searle Dawley (1917)
- The Seven Swans, regia di J. Searle Dawley (1917)
- Rich Man, Poor Man, regia di J. Searle Dawley (1918)
- Prunella, regia di Maurice Tourneur (1918)
- Uncle Tom's Cabin, regia di J. Searle Dawley (1918)
- Out of a Clear Sky, regia di Marshall Neilan (1918)
- The Biggest and the Littlest Lady in the World (1918)
- Little Miss Hoover, regia di John S. Robertson (1918)
- Mrs. Wiggs of the Cabbage Patch, regia di Hugh Ford (1919)
- Three Men and a Girl, regia di Marshall Neilan (1919)
- Let's Elope, regia di John S. Robertson (1919)
- Come Out of the Kitchen, regia di John S. Robertson (1919)
- Girls, regia di Walter Edwards (1919)
- Widow by Proxy, regia di Walter Edwards (1919)
- Luck in Pawn, regia di Walter Edwards (1919)
- A Girl Named Mary, regia di Walter Edwards (1919)
- All of a Sudden Peggy, regia di Walter Edwards (1920)
- Easy to Get, regia di Walter Edwards (1920)
- Scrambled Wives, regia di Edward H. Griffith (1921)